# Ilex lasseri
Ilex lasseri är en järneksväxtart som beskrevs av Edwin. Ilex lasseri ingår i släktet järnekar, och familjen järneksväxter. Inga underarter finns listade i Catalogue of Life.